# Brigada 4 Roșiori (1918-1920)
Brigada 4 Roșiori a fost o mare unitate de cavalerie, de nivel tactic, din Armata României, care a participat la acțiunile militare postbelice, din perioada 1918-1920, fiind formată din Regimentul 6 Roșiori și Regimentul 11 Roșiori. Brigada a făcut parte din compunerea de luptă a Diviziei 1 Cavalerie, comandată de generalul Romulus Scărișoreanu. :pp. 328-329

## Compunerea de luptă
În perioada campaniei din 1919, brigada a avut următoarea compunere de luptă::pp. 228-229
- Brigada 4 Roșiori

- Regimentul 6 Roșiori - comandant: locotenent-colonel Răureanu Gh..
- Regimentul 11 Roșiori - comandant: locotenent colonel adjunct Athanasescu Gh..

## Participarea la operații
În cadrul acțiunilor militare postbelice,  Brigada 4 Roșiori a participat la acțiunile militare în dispozitivul de luptă al Diviziei 1 Cavalerie, participând la Operația ofensivă la vest de Tisa. :p. 328-329. Odată cu înfrângerea trupelor maghiare pe Tisa, comandantul trupelor române din Transilvania a luat chiar în ziua de 29 iulie dispoziții pentru trecerea Tisa și pentru marșul spre Budapesta. În această operațiune, Brigada 4 Roșiori a făcut parte din grupul generalului Demetrescu:p. 459. Odată cu înaintarea trupelor române în Ungaria, Brigada 4 Roșiori ocupă la 2 august Albertirsa, tăind retragerea armatei ungare spre Budapesta. Pe șoseaua Cegled—Albertirsa, trupele maghiare încep să se predea în masă soldaților brigăzii, cu tunurile și autocamioanele lor. Primind ordin ca Brigada 4 Roșiori să se îndrepte spre sud, în direcția Kecskemet, generalul Rusescu, trimite doar o parte din trupele pe care le avea la dispoziție,un regiment și 5 escadroane, acesta continuând drumul spre Budapesta, pe care o ocupă în data de 3 august.:pp. 464-465

## Comandanți
- General Rusescu Gh.